# Sorgens Bæger
Sorgens Bæger (originaltitel: The Chalice of Sorrow ) er en amerikansk stumfilm fra 1916 instrueret af Rex Ingram.

## Medvirkende
- Cleo Madison som Lorelei.
- Blanche White som Isabel Clifford.
- Charles Cummings som Marion Leslie.
- John McDermott som Rance Clifford.
- Wedgwood Nowell som Francisco De Sarpina.